# Parco nazionale Belum-Temenggor
Il parco nazionale Belum-Temenggor è la riserva forestale contigua più ampia per estensione nella penisola malese; è situata nello stato del Perak in Malaysia e confinante con la Thailandia meridionale. Il parco si divide in due grandi aree: il Royal Belum copre la parte nord del parco fino al confine con la Thailandia, mentre a sud c'è la riserva forestale del Temenggor. Il Belum ha ricevuto lo status di parco nazionale protetto dal 31 luglio 2003, per decreto del sultano del Perak.
Si ritiene che la foresta di Belum-Temenggor esista da oltre 130 milioni di anni, e sia quindi tra le più antiche foreste al mondo, più antica della foresta amazzonica e di quella del Congo.
La foresta abbraccia il lago Temenggor, il secondo lago più grande nella Malesia peninsulare dopo il lago Kenyir. Il Temenggor, come lago Kenyir, è un lago artificiale utilizzato da una centrale idroelettrica. Gode tuttavia della presenza di una varietà di specie di pesci d'acqua dolce locali, tra i quali ci sono esemplari di Channa micropeltes. La pesca è consentita e anzi il lago è una meta per pescatori che possono utilizzare barche o case galleggianti per pescare, oppure utilizzare le strutture su uno degli isolotti presenti del lago.
L'area del parco è un importante sito di interesse ornitologico, ed è stata riconosciuta dall'associazione BirdLife International come area importante per la presenza di specie aviarie. È una destinazione per gli appassionati di birdwatching, con oltre 300 specie di uccelli, ed è unica nel suo genere perché ospita almeno dieci specie di buceri.
La foresta pluviale di Belum-Temengor è patria di oltre tremila specie di piante, di cui tre specie di rafflesia. È una delle poche foreste al mondo dove si trovano esemplari di mammiferi rari, come la tigre malese, l'elefante asiatico, il gibbone albino, l'orso malese e il tapiro malese.
La foresta è ancora abitata da circa 1400 nativi, noti comunemente con il nome Orang Asli (che si traduce dalla lingua malese come "popolo originario", "aborigeno").